# America (scuna)
America fu la scuna che il 22 agosto 1851 vinse la prima messa in palio della coppa delle 100 ghinee.

## Costruzione
La nave, costruita in vari legni tra cui cedro venne varata nel 1851, nel cantiere William H. Brown.

## Servizio
La nave venne ribattezzata Camilla nel 1856, poi, come bottino di guerra, Memphis nel 1860 dagli Stati Confederati d'America, e alla fine delle vicende belliche della guerra civile americana fu autoaffondata a Jacksonville nel 1862. Ripescata e riattata, immessa in servizio con la US Navy riprendendo il nome di America, fu armata con 3 cannoni Dahlgren di bronzo  e partecipò al blocco dei porti sudisti. Rimase in servizio fino al 1873, quando venne radiata e venduta ad un ex generale e uomo politico, Benjamin Franklin Butler, che la tenne in condizioni di esercizio e la fece partecipare a diverse gare. Dopo la sua morte passò diverse mani fino a che venne restaurata nel 1921 dallo America Restoration Fund, che la donò all'Accademia navale di Annapolis, dove non venne manutenuta; il 29 marzo 1942 la struttura dove era ricoverata crollò sotto il peso di una nevicata finendo di danneggiarla e i rottami della struttura e della America vennero bruciati nel 1945.

## Partecipazione alla coppa

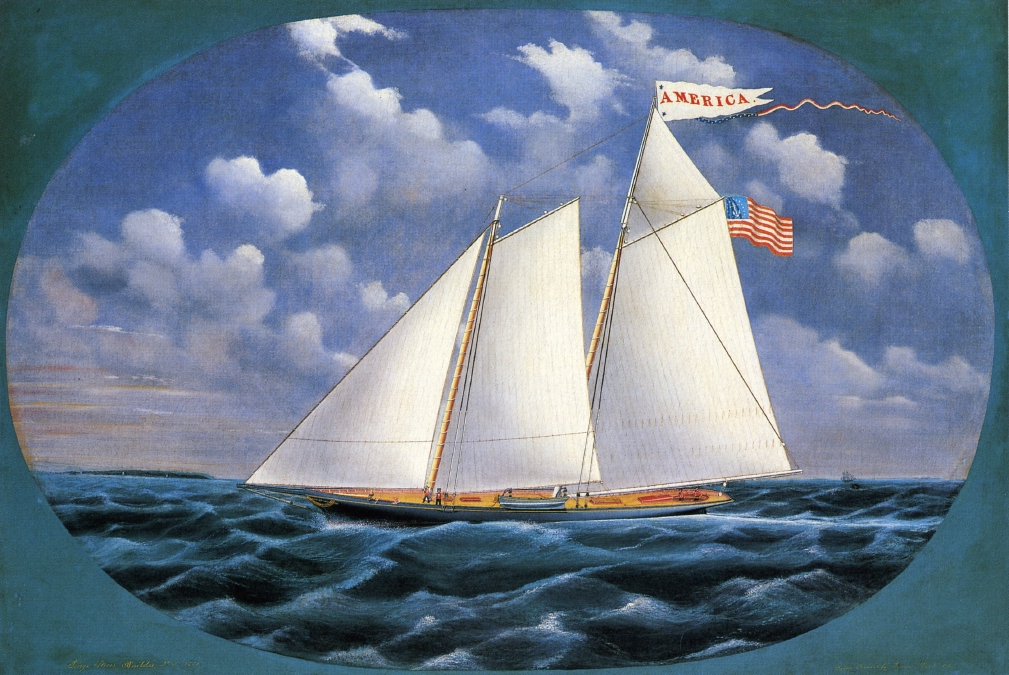
LAmerica nel 1851, dipinto di James Bard

Il Royal Yacht Squadron britannico, che schierava per l'occasione 14 imbarcazioni, sfidò il New York Yacht Club, che decise di partecipare con la scuna America, in un percorso attorno all'Isola di Wight.
America vinse con 8 minuti di distacco sulla seconda barca, la britannica Aurora, aggiudicandosi la coppa che era stata messa in palio per celebrare la prima esposizione universale di Londra.
La regina Vittoria, appreso della vittoria di America, avrebbe chiesto quale barca fosse giunta seconda, sentendosi rispondere «Non c'è un secondo, vostra Maestà» («There is no second, your Majesty») per il grande distacco acquisito sulla seconda.
A tale frase è ascritta la nascita del motto della competizione, «There's No Second».
Benché il trofeo non avesse un nome, essendo solo noto come «Coppa delle cento ghinee» (la ghinea, benché non fosse più in corso legale all'epoca, veniva usata per indicare 21 scellini o 1,05 sterline, onde 100 ghinee erano equivalenti a 105 sterline) oppure «Queen's Cup», prese il nome dalla barca vincitrice e divenne da allora in avanti «America's Cup».

## Repliche moderne
La prima replica di America è stata costruita da Goudy & Stevens Cantiere a Boothbay, Maine e varata nel 1967. È stata costruita per Rudolph Schaefer, Jr., proprietario di F. & M. Schaefer Brewing Co. Edilizia; ed è stata supervisionato dal suo primo skipper, nato a Terranova, Capt. Lester G. Hollett.

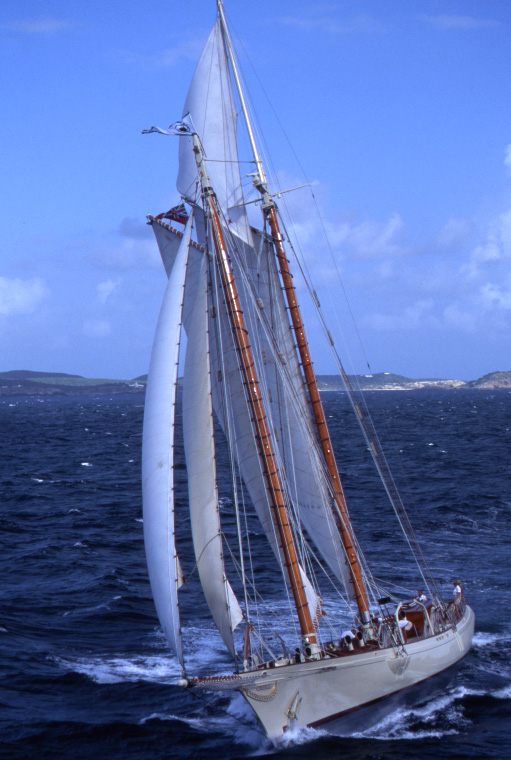
America, replica originale del 1967

Nel 1995 venne costruita una replica moderna della nave, che partecipa a crociere competitive e vigilanza alle balene nei dintorni del Maritime Museum di San Diego, California.

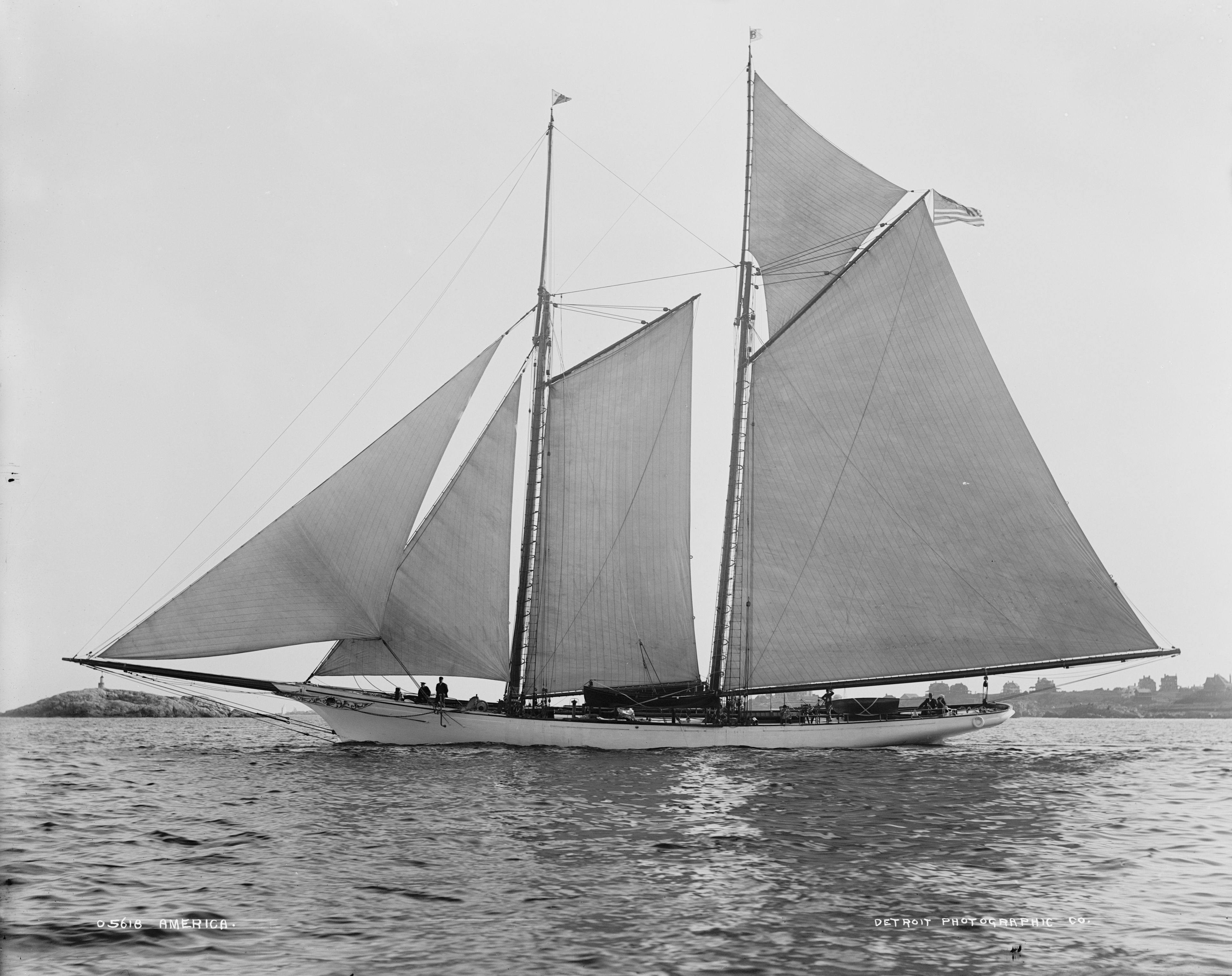
America con l'alberatura del 1887
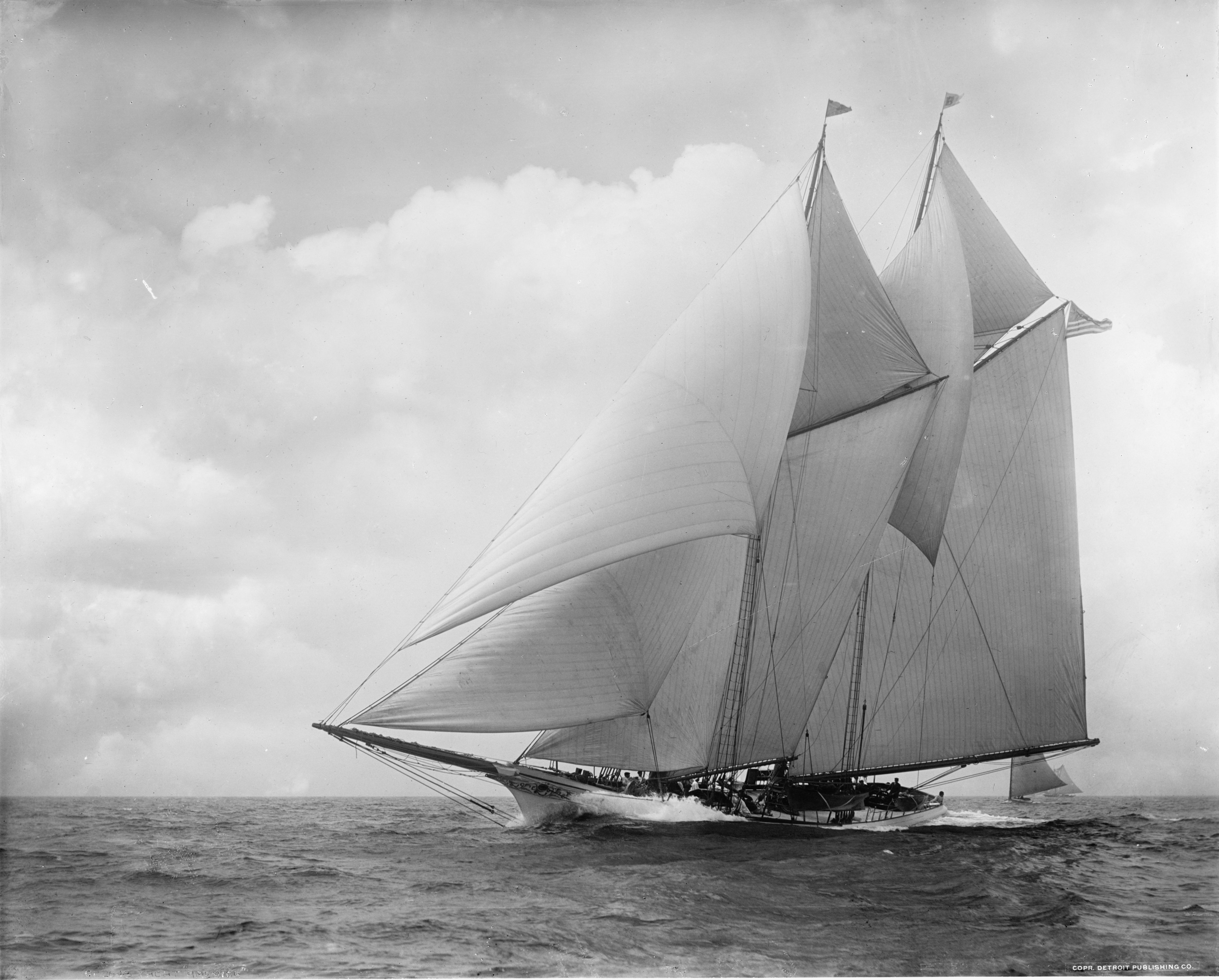
America con pescatori nel 1910